# Choekyong Wangchuk
Choekyong Wangchuk tibétain : ཆོས་སྐྱོང་དབང་ཕྱུག, Wylie : chos skyong dbang phyug né à Kalimpong en 1971 est un homme politique tibétain, ministre de la santé de 2016 à 2021.

## Biographie
Choekyong Wangchuk est né à Kalimpong en 1971 et vit actuellement à New Delhi. Il a terminé sa 12e classe de la l'École centrale pour les Tibétains de SFF à Herbertpur (une école pour les enfants de familles tibétaines recrutées dans la Special Frontier Force (SFF), et a obtenu un Bachelor of Arts de l'université du Panjab, en 1993, et un diplôme postuniversitaire en marketing et gestion des ventes de Bharatiya Vidya Bhavan (en) en 1994. En 1991 et 1992, il est  élu président de l’‘’Overseas Student's  Association du gouvernement College for Men’’ et président du Congrès régional de la jeunesse tibétaine à Chandigarh. De 1995 à 2001, il est  élu au Comité exécutif central du Congrès de la jeunesse tibétaine. De 2002 à 2006, il est  coordinateur adjoint puis coordinateur du bureau de coordination Inde-Tibet (ITCO) de l’administration centrale tibétaine (ACT) basé à New Delhi de 2002 à 2006. Il a organisé des programmes de sensibilisation sur le Tibet et a également participé à des conférences nationales et internationales. Il a travaillé comme directeur exécutif du Centre de recherche parlementaire et politique tibétain basé à New Delhi et a été membre de la 15e assemblée du Parlement tibétain en exil où il a représenté la province de Dotoe.

## Activités
Le 12 octobre 2016, Choekyong Wangchuk est invité spécial de l'ouverture de la conférence Mind and Life Institute à l'auditorium du Men-Tsee-Khang à Dharamsala en Inde à laquelle le 17e karmapa, invité d'honneur, Kirti Rinpoché, et des responsables de l’ACT et du Men-Tsee-Khang ont participé.
Après que le karmapa ait déclaré que « De nos jours, le monde matériel a pris une grande expansion. Les distractions qui en résultent, qui nous occupent constamment, ainsi que les troubles qu'elles créent, n'ont fait que croître, tant de gens ont maintenant des problèmes mentaux et des maladies. ... Les experts de l'Est et de l'Ouest doivent se réunir pour trouver des solutions aux problèmes modernes liés aux perturbations et aux désordres résultant de la dépendance moderne au matérialisme. »,  Choekyong Wangchuk, a estimé que l'incidence relativement moindre de Tibétains souffrant de troubles mentaux ou de perturbations accordées par la vie moderne est due à leur connaissance et à leur proximité avec le bouddhisme.
Le 26 mars 2018, Choekyong Wangchuk et le sikyong Lobsang Sangay président la 6e réunion d'examen de la santé tibétaine à Nyatri Hall à Gangchen Kyishong. La réunion de deux jours est convoquée par le ministère de la Santé de l’ACT pour renforcer les mesures visant à améliorer le système de soins de santé et discuter des mesures à prendre pour accroître la sensibilisation à la prévention des maladies courantes dans la communauté tibétaine. Trente-cinq personnes, dont des médecins de l'hôpital Delek, du Mentsee Khang, des hôpitaux locaux de diverses colonies tibétaines, de l'école de Ngoenga, des instituts monastiques, des directeurs et des membres des divers organes de santé locaux des colonies tibétaines et des représentants du Conseil central de la médecine tibétaine participent à la réunion.
Le 28 mars 2018, Choekyong Wangchuk préside la célébration du 102e anniversaire de la fondation de l'Institut tibétain de médecine et d'astrologie en présence du vice-président de l'Assemblée tibétaine Acharya Yeshi Phuntsok, du commissaire à la justice, des membres du Comité permanent du Parlement tibétain en exil, du secrétaire du Kashag, des secrétaires des départements de l’ACT, du Dr Yeshi Dhonden, lauréat du prix Padma Shri et médecin personnel du dalaï-lama, de Vijai Singh Mankotia (en), ancien ministre de l'Himachal Pradesh, d’anciens fonctionnaires de l’ACT, du directeur du Mentsee Khang, de l’administrateur de l'hôpital Delek, de représentants d'ONG tibétaines et de membres du Mentsee Khang. Il déclaré : « C'est une question de grande fierté et d'honneur alors que nous célébrons cent ans de grandes réalisations de cette institution dans le domaine de l'expertise, de la recherche et de la pratique médicales. Au cours des 50 dernières années, Sowa Rigpa de Mentsee Khang a acquis une immense reconnaissance dans le monde entier pour sa connaissance unique de la guérison traditionnelle et sa perspective de la santé et du bien-être ».